# 艾尔弗雷德·威尔逊
艾尔弗雷德·威尔逊（英語：Alfred Wilson，1903年12月31日—1989年10月27日），美国男子赛艇运动员。他曾代表美国参加1924年夏季奥林匹克运动会赛艇比赛，获得男子八人单桨有舵手金牌。